# Rudolf Schüßler (Philosoph)
Rudolf Schüßler (* 1960 in Großostheim) ist ein deutscher Philosoph. Er lehrt seit 2001 an der Universität Bayreuth, wo er den Studiengang Philosophy & Economics mitbegründet hat. Sein Schwerpunkt ist die Moralphilosophie.

## Leben und Werk
Schüßler legte 1979 das Abitur ab. Von 1981 bis 1985 studierte er Volkswirtschaftslehre, Soziologie und Philosophie an der Universität Gießen. Anschließend war er als wissenschaftlicher Mitarbeiter am Institut für Soziologie der LMU München beschäftigt, wo er 1989 in Soziologie promoviert wurde. Seine Dissertation trug den Titel „Strategie, Evolution und Kooperation“, und befasste sich mit spieltheoretischen Ansätzen zu Konflikten und deren Lösung.
Von 1989 bis 2001 arbeitete Schüßler an der Universität GH Duisburg, zuletzt als Oberassistent im Fach Philosophie. 1995 habilitierte er in Philosophie. 2001 wurde Schüßler als Professor für Philosophie an die Universität Bayreuth berufen, wo er seitdem den Lehrstuhl für Philosophie II innehat.

## Schriften
- Kooperation unter Egoisten: 4 Dilemmata. Oldenbourg, München 1990, ISBN 978-3-486-55836-4.
- Die scholastische Theorie des Entscheidens unter moralischer Unsicherheit (= Band 1, Moral im Zweifel). Mentis, Paderborn 2003, ISBN 978-3-89785-206-8.
- Die Herausforderung des Probabilismus (= Band 2, Moral im Zweifel). Mentis, Paderborn 2006, ISBN 978-3-89785-207-5.